# Wit hoefblad
Het wit hoefblad (Petasites albus) is een overblijvend kruid uit de composietenfamilie (Asteraceae).
De plant lijkt op het bekendere groot hoefblad (Petasites hybridus) en op Japans hoefblad (Petasites japonicus). De bloemen zijn echter duidelijk wit of geelwit en ruiken zoet. De bloeiperiode valt in februari en maart. 
De mannelijke plant heeft een scherm trosvormige, min of meer eironde, ineengedrongen bloeiwijze. De stelen van de hoofdjes zijn soms vertakt. De vrouwelijke plant heeft een langwerpige eironde tros. De stelen van de hoofdjes zijn relatief lang en meestal vertakt.
De hartvormige bladeren zijn tot 30 cm groot. Aan de onderzijde zijn de bladeren witviltig behaard.

## Verspreiding
In het oorspronkelijk verspreidingsgebied in Midden- en Oost-Europa en aangrenzend Azië is het vooral Een plant van vochtig berggebied. In het laagland van België en Nederland komt men de plant hier en daar tegen als sierplant in tuinen en als stinsenplant in parkbossen. Ze kan verwilderen, maar staat nog niet te boek als ingeburgerd
Volgens sommige bronnen zou de plant sterk woekeren, maar vermoedelijk geldt dit alleen in haar natuurlijke verspreidingsgebied in de bergen.

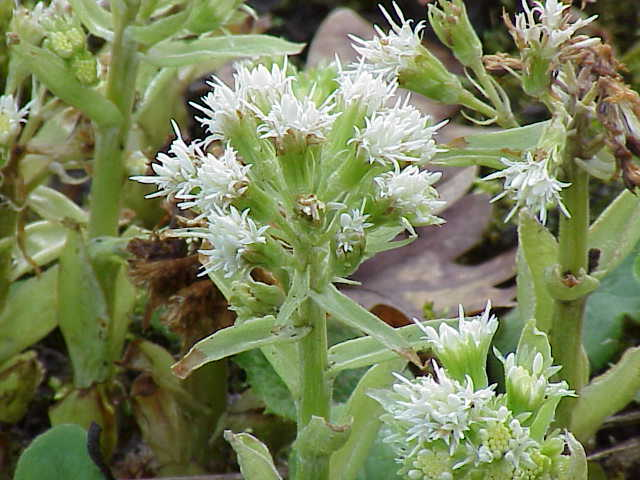
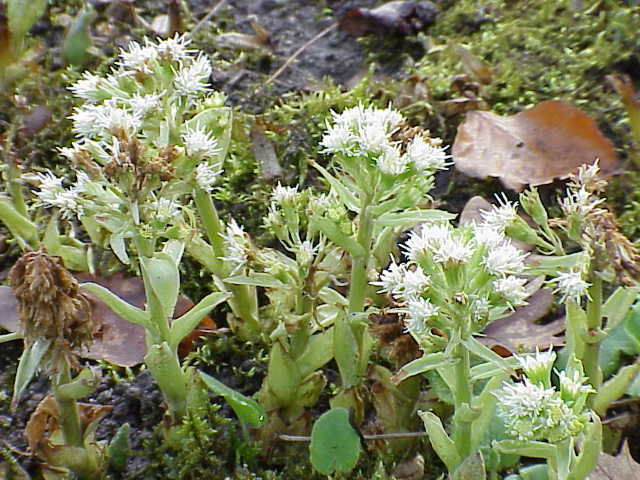
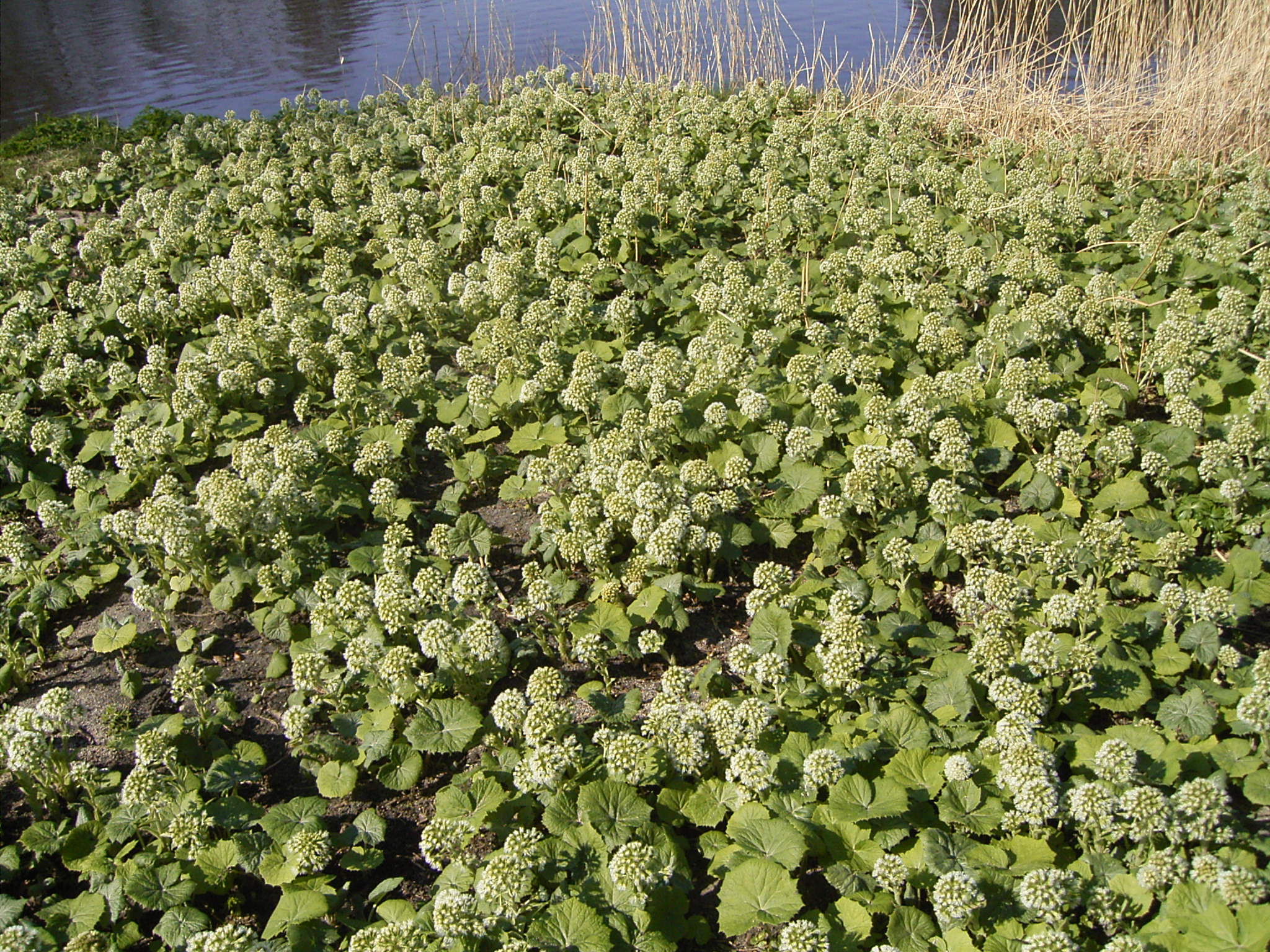
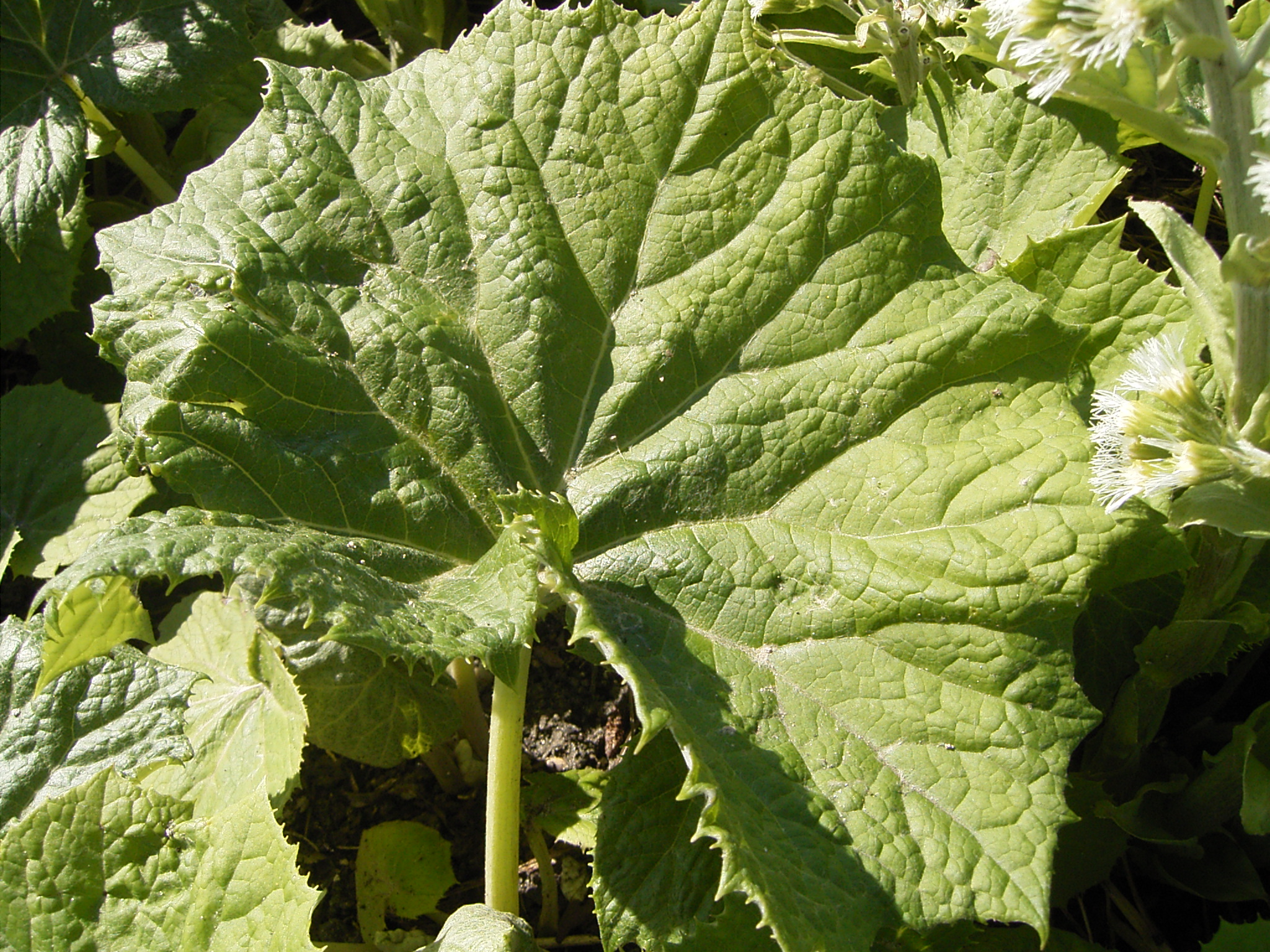